# Оболдин, Савелий Савельевич
Савелий Савельевич Оболдин (5 апреля 1922, Потанина, Екатеринбургская губерния — 4 июля 1991, Свердловск) — сержант Советской Армии, участник Великой Отечественной войны, Герой Советского Союза (1945). После войны работал бригадиром электриков на Уралмашзаводе.

## Биография
Савелий Савельевич Оболдин родился 5 апреля 1922 года в семье крестьянина-середняка в деревне Потанина Потанинского сельсовета Кривской волости Шадринского уезда Екатеринбургской губернии, ныне деревня входит в Далматовский муниципальный округ Курганской области.
После окончания начальной школы работал в колхозе.
С июля 1943 года — член ВЛКСМ.
В сентябре 1943 года призван Ольховским РВК Курганской области на службу в Рабоче-крестьянскую Красную Армию. С 15 октября 1943 года — на фронтах Великой Отечественной войны. В боях был легко ранен в январе 1944 года. К декабрю 1944 года сержант Савелий Оболдин командовал расчётом противотанкового ружья 32-й мотострелковой бригады 18-го танкового корпуса 3-го Украинского фронта. Отличился во время Будапештской операции.
В ночь с 22 на 23 декабря 1944 года Оболдин с товарищами скрытно пробрался в населённый пункт Вертешача (венг. Vértesacsa) и подорвал вражеский танк с экипажем, что послужило сигналом к началу штурма. В результате действий группы Оболдина Вертишача была освобождена почти без потерь, при этом 3 танка было уничтожено и ещё 4 было захвачено. 3 января 1945 года в бою за село Байка Оболдин лично подбил танк и БТР противника, сам был тяжело ранен, но продолжал сражаться, пока не потерял сознание.
Указом Президиума Верховного Совета СССР от 24 марта 1945 года за «образцовое выполнение боевых заданий командования на фронте борьбы с немецкими захватчиками и проявленные при этом отвагу и геройство» сержант Савелий Оболдин был удостоен высокого звания Героя Советского Союза с вручением ордена Ленина и медали «Золотая Звезда».
В декабре 1946 года демобилизован, вернулся в родной колхоз. В 1948 году поступил на 10-месячные курсы электромехаников, после их окончания работал электромехаником в Кировской МТС.
В 1950 году переехал в город Свердловск Свердловской области, где стал работать электриком на Уралмашзаводе, одновременно учился и окончил 7 классов вечерней школы. Стал бригадиром электриков в механическом цехе крупных узлов этого же завода.
С 1968 года член КПСС.
Савелий Савельевич Оболдин скончался 4 июля 1991 года, похоронен на Северном кладбище Орджоникидзевского района города Свердловска Свердловской области, ныне город Екатеринбург той же области.

## Награды
- Герой Советского Союза, 24 марта 1945 года[3][4]
  - Орден Ленина,
  - Медаль «Золотая Звезда» № 4707.
- Орден Октябрьской Революции.
- Орден Отечественной войны I степени, 6 апреля 1985 года[5]
- Медали, в т.ч[2]:
  - Медаль «В ознаменование 100-летия со дня рождения Владимира Ильича Ленина», 1970 год
- Ударник коммунистического труда.

## Память
- В честь Оболдина названы улицы в его родной деревне Потанина и в селе Кривском Далматовского района Курганской области[2].
- 1 мая 2015 года по инициативе редакции районной газеты «Далматовский вестник» на Аллее Героев (заложена 9 мая 1984 года) в городском парке города Далматово были посажены березки. У каждой березки установлена табличка-обелиск с именем Героя. Среди них C.C. Оболдин[6].
- В 2019—2020 годах по инициативе депутата Курганской областной Думы Федора Ярославцева на Аллее Героев в городском парке города Далматово установлены 14 бюстов Героев. Бюсты героев были вылеплены из глины шадринским скульптором Александром Сергеевичем Галяминских. А отлиты на средства спонсоров — предпринимателей и организаций района. Среди них бюст C.C. Оболдина. Открытие было приурочено к 75-летию Победы 9 мая 2020 года[7].

## Семья
- Отец Савелий Оболдин
- Мать Евдокия Павловна
- Жена Валентина Тимофеевна.